# يسرا المسعودي
يسرا المسعودي ممثلة تونسية نشأت ودرست في تونس، تخرجت من معهد الفنون المسرحية قسم مسرح الطفل.

## أعمالها

### المسلسلات
- شارع 9 من تأليف حسين مصطفى محرم وإخراج محمد عبد الخالق وهشام كفافي وعمرو حسن بدور لمار (2022)
- 11 شارع النخيل (سيتكوم) من تأليف نهاد وحيد وإخراج أيمن خطاب وأحمد هشام حسانين وهاني عبد الهادي وأحمد محمد حسن (2021)
- الحرير المخملي من تأليف أحمد أبو زيد توفيق وأميمة عز الدين ومن إخراج أحمد حسن وتامر محمد مصطفى وإخراج أيمن خطاب (2021)
- القاهرة: كابول من تأليف عبد الرحيم كمال إخراج حسام علي وشادي يسري بمساعدة باهي مصطفى وباسم علي وبسنت الشافعي ومينا سمير بدور حليمة (2021)
- خلي بالك من زيزي من تأليف مريم نعوم وفكرة وسيناريو منى الشيمي ومجدي أمين ومن إخراج كريم الشناوي بدور وفا (2021)
- في بيتنا روبوت ج1 من تأليف أحمد محيي ومحمد المحمدي وإخراج وليد الحلفاوي (2021)
- كله بالحب من تأليف محمد الشخيبي وإخراج عصام عبد الحميد وسعاد الهجان وسما كتكت والمصطفى التاجي بدور بسنت (2021)
- ولاد ناس من تأليف وإخراج هاني كمال بمساعدة جمال خزيم ويوسف كمال رزق بدور رانيا (2021)
- الآنسة فرح من تأليف محمود عزت وعمرو مدحت بمشاركة هيا حاتم وفاطمة نبيل ومنة عدلي القيعي ومن إخراج وائل فرج وأحمد صلاح سوني وعبد الوهاب شوقي ومحمد محيي بدور صوفيا (2020)
- بيوتى كلينيك من تأليف شادي أسعد وأحمد أبو زيد توفيق وإخراج تامر بسيوني ورفيق مكرم (2020)
- حكايات بنات ج5 من تأليف ماريان هاني ونهال سماحة وإخراج مصطفى أبو سيف (2020)
- فلانتينو من تأليف أيمن بهجت قمر وإخراج رامي إمام (2020)
- ولاد إمبابة من تأليف أيمن بكري وإخراج ممدوح زكي (2020)
- أبو جبل كضيفة شرف من إخراج أحمد صالح وأحمد عمر بمساعدة شادي عبد السلام وهادي علي وحسام أوسكار (2019)
- بدل الحدوتة تلاتة من تأليف أيمن وتار وشريف نجيب بمشاركة دينا ماهر وأحمد سعد ومن إخراج خالد الحلفاوي وحسام سليمان بمساعدة سارة جمال الدين بدور منى (2019)
- سوبر ميرو من تأليف محمد المحمدي وأحمد محيي ومن إخراج وليد الحلفاوي وأمير علوي بمساعدة مصطفى عبد الوهاب وهيثم أحمد داود بدور نجوى (ضيفة شرف) (2019)
- علامة استفهام من تأليف إسلام حافظ ومن إخراج سميح النقاش وإيمان شعبان بمساعدة أحمد وحيد محب بدور أميرة (2019)
- السهام المارقة من تأليف شيرين دياب وخالد دياب ومحمد دياب بمشاركة محمد فوزي عبد الرحيم ودعاء حلمي وبيشوي يوسف ومحمد الدباح ومن إخراج محمود كامل وشريف البيلي ومازن جمال (2018)
- عزمي وأشجان (الموسم الرابع) من تأليف أحمد محيي ومحمد المحمدي بمشاركة كريم سامي وأحمد عبد الوهاب ومن إخراج إسلام خيري وبمساعدة مازن المصري بدور زوجة فريد الديك (2018)
- وردة وكتاب من تأليف نرجس النابلي وإخراج أحمد رجب ومحمد علي سعيدان بدور منال (2016)
- الزوجة الخامسة من تأليف جمال الدين خليف وإخراج الحبيب المسلماني بدور خديجة (2013)
- أقفاص بلا طيور من تأليف جمال شمس الدين وإخراج عز الدين الحرباوي ونبيل بالسيدة وصادق الهلالي ومروة بن جميع بدور زهرة (2009)
- عاشق السراب من تأليف علي اللواتي وإخراج الحبيب المسلماني بدور مي (2009)

### الأفلام
- صابر وراضي من تأليف محمد نبوي وعلاء حسن بمشاركة لؤي السيد ومن إخراج أكرم فريد وهبة كمال بدور دينا (2020)
- عمر خريستو من تأليف عاطف عبد اللطيف بمشاركة جوزيف فوزي ومن إخراج سيف يوسف بدور ندى (2019)
- كارما من تأليف سلام كسيري ورامي كوسا وإخراج رودني حداد ومخلص الصالح (2018)

### برامج
- عبدلي شوتايم (Abdelli Showtime) (الموسم 1) مع لطفي العبدلي (2017)
- نهار الأحد ما يهمك في حد مع نضال السعدي (الموسم 1) (2017)